# Mindif
Mindif – parfois orthographié Mendif, Mendify, Mindiff, Mindifi – est une commune du Cameroun située dans la région de l'Extrême-Nord et le département du Mayo-Kani.

## Géographie

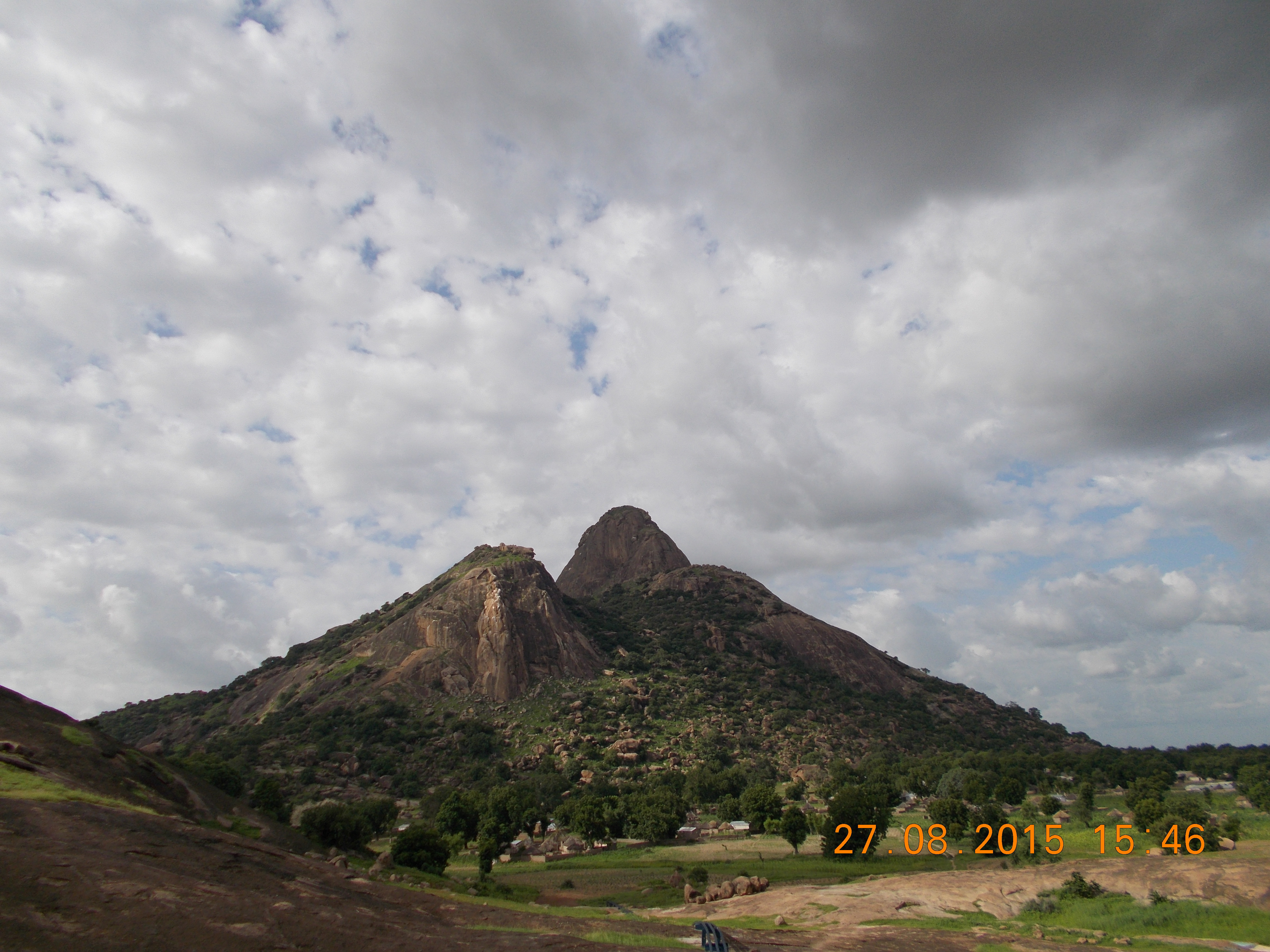
Pic Mindif

La « dent de Mindif » (ou pic de Mindif) est un relief en pain de sucre, évoquant une molaire renversée, qui culmine à 729 m au milieu de la plaine du Diamaré et se voit de loin. Mentionnée par les voyageurs occidentaux dès 1823, elle figure dans le roman d'aventures de Jules Verne paru en 1863 et intitulé Cinq semaines en ballon, ou a servi de toile de fond pour plusieurs films, dont Les Racines du ciel (1958) de John Huston et Chocolat (1988) de Claire Denis.

## Population
Lors du recensement de 2005, la commune comptait 50 530 habitants, dont 8 332 pour Mindif Ville.

## Structure administrative de la commune
Outre Mindif proprement dit, la commune comprend notamment les localités suivantes :
- Bembel
- Bolowa
- Djappaï
- Doyang
- Gaguiraye
- Katchel
- Loubour
- Matfaï
- Manikaloum
- Mogom
- Tapareo
- Yakang

## Infrastructures
Un projet d'alimentation en eau potable via des bornes fontaines a vu le jour en 2015, avec des premiers approvisionnements en juillet, l'adduction des maisons privées étant prévue pour 2016. Le champ de captage d'eau, situé dans le village de Loubour est équipé d'un château d'eau de 150 m3 et d'une station de pompage de 26 kWc

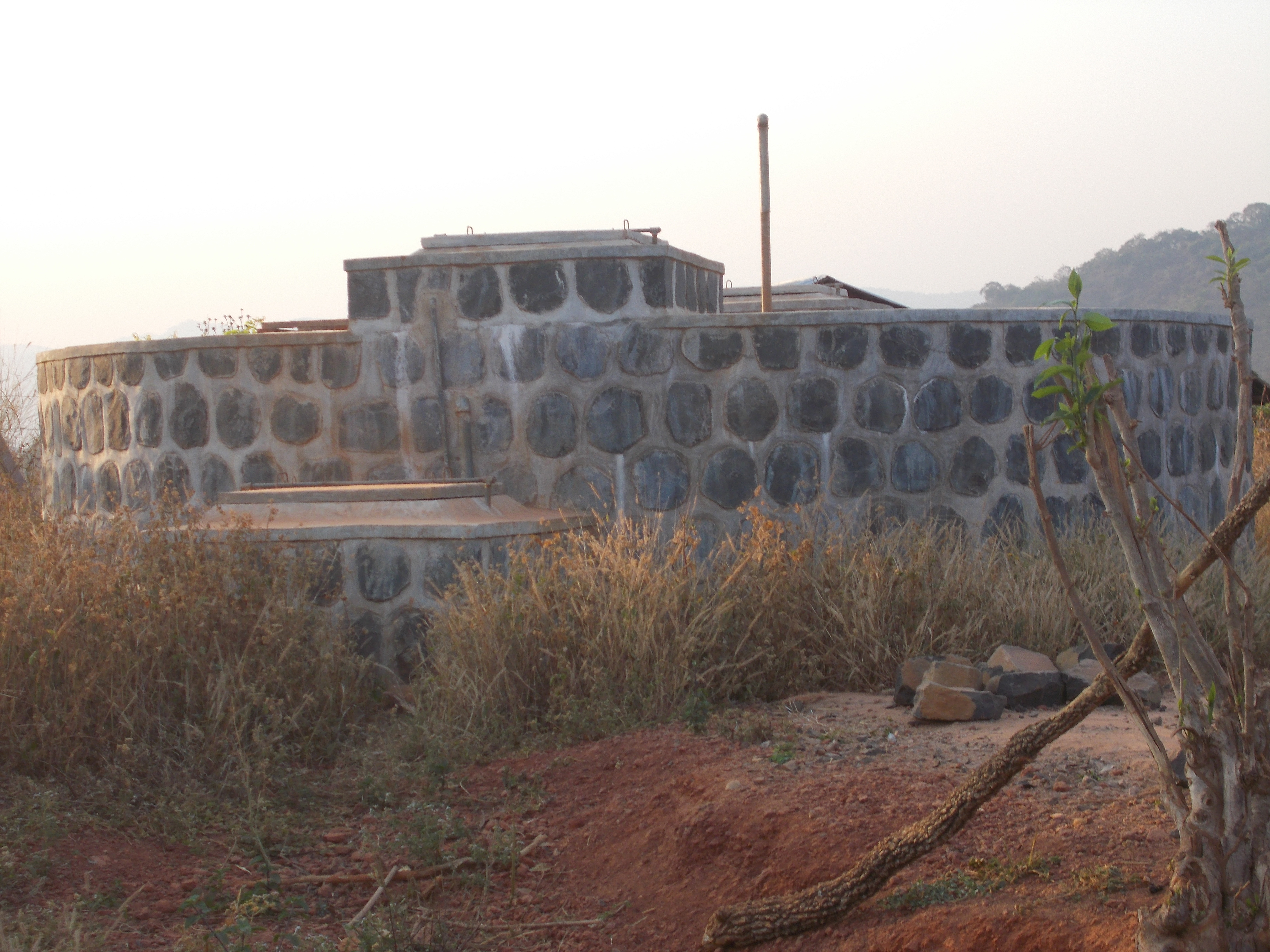
Le château d'eau dit « château Mayo-Darlé », sur les contreforts du pic Mindif, à Loubour.
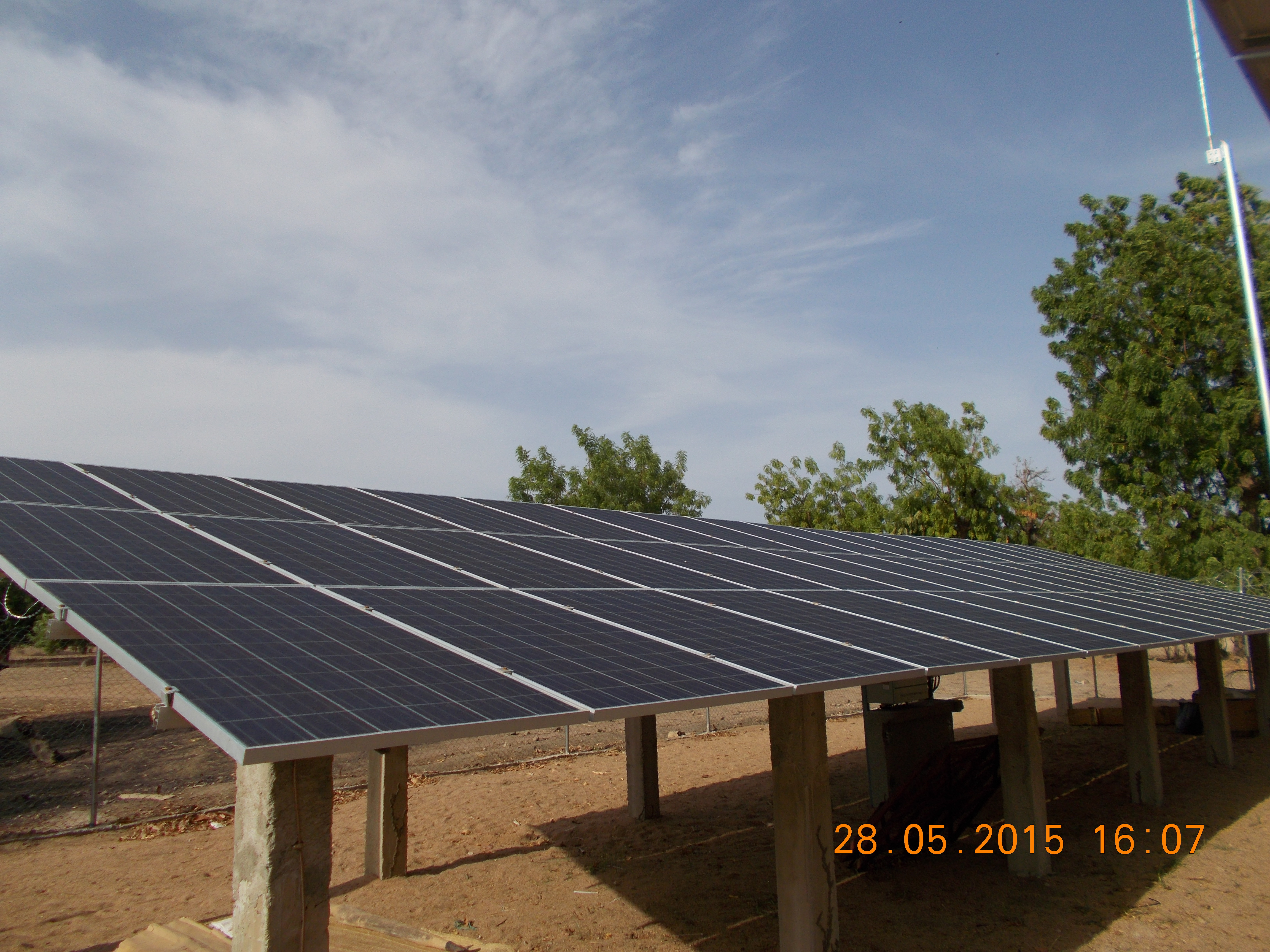
La station solaire de pompage de 26 kWc.